# Хомутинников, Павел Николаевич
Павел Николаевич Хомутинников (род. 15 марта 1984, Липецк) — российский игрок в мини-футбол, вратарь. Выступал за сборную России по мини-футболу.

## Биография
Павел Хомутинников начинал карьеру в «Евроцементе» из родного Липецка. Несмотря на то, что его клуб играл во второй по значимости лиге, своей яркой игрой он заслужил вызов в сборную России по мини-футболу. Весной 2004 года Павел отметился игрой в двух товарищеских матчах против сборной Ирана. Также он неоднократно вызывался и в студенческую сборную страны.
Летом 2004 года Хомутинников перешёл в «Норильский никель». В составе «полярников» он провёл три сезона, после чего вернулся в свой первый клуб, к тому времени вышедший в Суперлигу и взявший название «Липецк». Однако два года спустя липецкий клуб понизился в классе из-за финансовых проблем, а Павел стал игроком подмосковного клуба «Мытищи».